# Todd Eldredge
Todd James Eldredge (Chatham, 28 agosto 1971) è un ex pattinatore artistico su ghiaccio statunitense.

## Palmarès
GP: Champions Series / Grand Prix

### Dopo del 1993-1993
| Internazionali                                                    | Internazionali | Internazionali | Internazionali | Internazionali | Internazionali | Internazionali | Internazionali | Internazionali | Internazionali |
| Evento                                                            | 93–94          | 94–95          | 95–96          | 96–97          | 97–98          | 98–99          | 99–00          | 00–01          | 01–02          |
| ----------------------------------------------------------------- | -------------- | -------------- | -------------- | -------------- | -------------- | -------------- | -------------- | -------------- | -------------- |
| Giochi olimpici invernali                                         |                |                |                |                | 4°             |                |                |                | 6°             |
| Campionati mondiali                                               |                | 2°             | 1°             | 2°             | 2°             |                |                | 3°             |                |
| Campionati dei Quattro continenti                                 |                |                |                |                |                |                | 4°             | R              |                |
| GP Finale                                                         |                |                | 5°             | 2°             | 3°             |                |                | R              | 4°             |
| GP Lalique                                                        |                |                |                | 1°             | 4°             |                |                |                | 2°             |
| GP Nations Cup                                                    |                |                | 3°             |                |                |                |                |                |                |
| GP Skate America                                                  |                | 1°             | 1°             | 1°             | 1°             |                |                | 3°             |                |
| GP Skate Canada                                                   |                |                |                |                |                |                | 4°             | 2°             | 3°             |
| Goodwill Games                                                    |                | 2°             |                |                |                | 1°             |                |                |                |
| Internationaux de Paris                                           | 1°             |                |                |                |                |                |                |                |                |
| NHK Trophy                                                        |                | 1°             |                |                |                |                |                |                |                |
| Skate America                                                     | 4°             | 1°             |                |                |                |                |                |                |                |
| Nazionali                                                         |                |                |                |                |                |                |                |                |                |
| Campionatistatunitensi                                            | 4°             | 1°             | 2°             | 1°             | 1°             |                |                | 2°             | 1°             |
| R = Ritirato Eldredge non ha gareggiato nella stagione 1998–1999. |                |                |                |                |                |                |                |                |                |

### Fino al 1993
| Internazionali                       | Internazionali | Internazionali | Internazionali | Internazionali | Internazionali | Internazionali | Internazionali | Internazionali | Internazionali | Internazionali | Internazionali |
| Evento                               | 82–83          | 83–84          | 84–85          | 85–86          | 86–87          | 87–88          | 88–89          | 89–90          | 90–91          | 91–92          | 92–93          |
| ------------------------------------ | -------------- | -------------- | -------------- | -------------- | -------------- | -------------- | -------------- | -------------- | -------------- | -------------- | -------------- |
| Giochi olimpici invernali            |                |                |                |                |                |                |                |                |                | 10°            |                |
| Campionati mondiali                  |                |                |                |                |                |                |                | 5°             | 3°             | 7°             |                |
| Nations Cup                          |                |                |                |                |                |                |                |                | 2°             |                | 1°             |
| NHK Trophy                           |                |                |                |                |                |                | 6°             |                |                |                |                |
| Skate America                        |                |                |                |                |                |                | 3°             |                | 3°             | 3°             | 1°             |
| Goodwill Games                       |                |                |                |                |                |                |                |                | 3°             |                |                |
| Nebelhorn Trophy                     |                |                |                |                |                | 1°             |                |                |                |                |                |
| Grand Prix International St. Gervais |                |                |                |                |                | 1°             |                |                |                |                |                |
| Internazionali: Junior               |                |                |                |                |                |                |                |                |                |                |                |
| Campionati mondiali                  |                |                |                | 5°             | 2°             | 1°             |                |                |                |                |                |
| Nazionali                            |                |                |                |                |                |                |                |                |                |                |                |
| Campionati statunitensi              | 7° N           | 2° N           | 1° N           | 5° J           | 1° J           | 8°             | 5°             | 1°             | 1°             |                | 6°             |
| Categorie: N = Novice; J = Junior    |                |                |                |                |                |                |                |                |                |                |                |